# M
|  | Aquest article tracta sobre la lletra de l'alfabet llatí. Si cerqueu la pel·lícula de 1931, vegeu «M, un assassí entre nosaltres». |

La M és la tretzena lletra de l'alfabet català i desena de les consonants. El seu nom és ema, em o eme.
L'origen gràfic de la M minúscula és un jeroglífic egipci usat per representar la mar.

## Fonètica
En català representa la nasal bilabial sonora de l'alfabet fonètic internacional /m/.

## Significats de la M
- Bioquímica: en majúscula símbol de la metionina.
- Cristianisme: s'usa per abreujar Maria, la Mare de Déu.
- Cronologia: serveix per designar els mesos de març i maig.
- Economia: Pot marcar els milions, o en llenguatge tècnic, les importacions o l'oferta monetària, entre d'altres.
- Educació: Indica que un treball està mal fet, especialment en educació primària.
- Física: pot abreujar la massa d'un cos o el color magenta. La teoria M pretén unificar les variants de la teoria de les supercordes.
- Lingüística: Indica gènere masculí. Marca que un complement circumstancial és de manera (CCM). Si es tracta de l'idioma francès, indica Monsieur (senyor).
- Matemàtiques: en majúscula símbol del mil en els nombres romans. També pot designar la mediatriu d'un segment o una matriu.
- Química: indica la molaritat, mols/litre.
- SI: en majúscula, símbol del prefix Mega- i en minúscula del prefix mil·li-. En minúscula, és també el símbol del metre.
- Símbols: Indica metro.

## Símbols derivats o relacionats
| Caràcter | Descripció          | Unicode (maj./min.) | Html (maj./min.) | Notes d'ús |
| -------- | ------------------- | ------------------- | ---------------- | ---------- |
| Ṁ        | M amb punt superior | U+1E40 U+1E41       |                  | irlandès   |
| Ṃ        | M amb punt inferior | U+1E42 U+1E43       |                  |            |